# Bradysia subbispinifera
Bradysia subbispinifera är en tvåvingeart som beskrevs av Lyudmila Komarova 2001. Bradysia subbispinifera ingår i släktet Bradysia och familjen sorgmyggor. Inga underarter finns listade i Catalogue of Life.